# Nae Cațavencu
Nae Cațavencu, avocat, director-proprietar al ziarului Răcnetul Carpaților, prezident-fundator al Societății enciclopedice-cooperative "Aurora economică română", este unul dintre cele mai cunoscute personaje din piesa de teatru O scrisoare pierdută a lui Ion Luca Caragiale, un reprezentant tipic al demagogiei politice.
Potrivit clasificării lui Pompiliu Constantinescu, Nae Cațavencu reprezintă tipul politic și al demagogului.

## Citate reprezentative
- „Industria română este admirabilă, e sublimă, putem zice, dar lipsește cu desăvârșire.”

- „Fraților! După lupte seculare, care au durat aproape treizeci de ani, iată visul nostru realizat! Ce eram acuma câtva timp înainte de Crimeea? Am luptat și am progresat: ieri obscuritate, azi lumină! Ieri bigotismul, azi liber-pansismul! Ieri întristarea, azi veselia! ... Iată avantajele progresului! Iată binefacerile unui sistem constituțional!”

## Interpreți celebri
- Ion Niculescu
- Ion Talianu
- Octavian Cotescu